# Берлинка

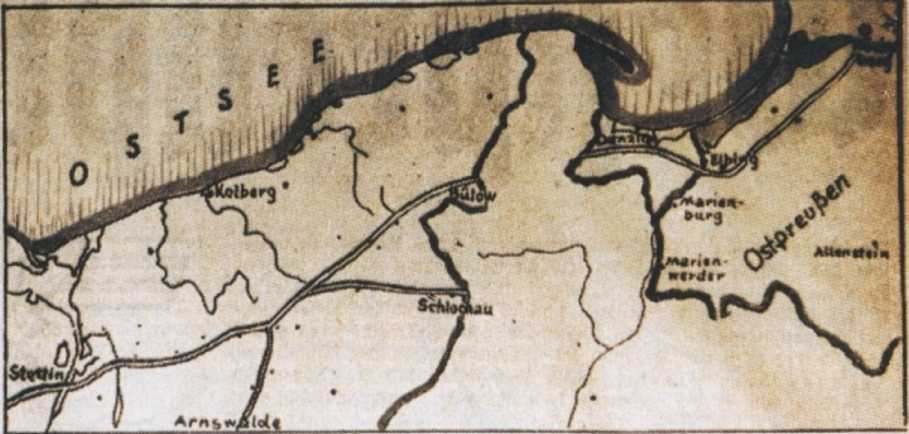

Берли́нка, Рейхсавтобан Берлин-Кёнигсберг (нем. Reichsautobahn Berlin–Königsberg) — незавершённый автобан Берлин — Кёнигсберг, часть системы рейхсавтобанов, строившихся Третьим Рейхом в 1930-х и 1940-х годах. Одной из главных причин незавершения строительства было наличие польского коридора, а позднее Вторая мировая война. Берлинка — неофициальное, но распространённое русское и польское (пол. Berlinka) название автобана.

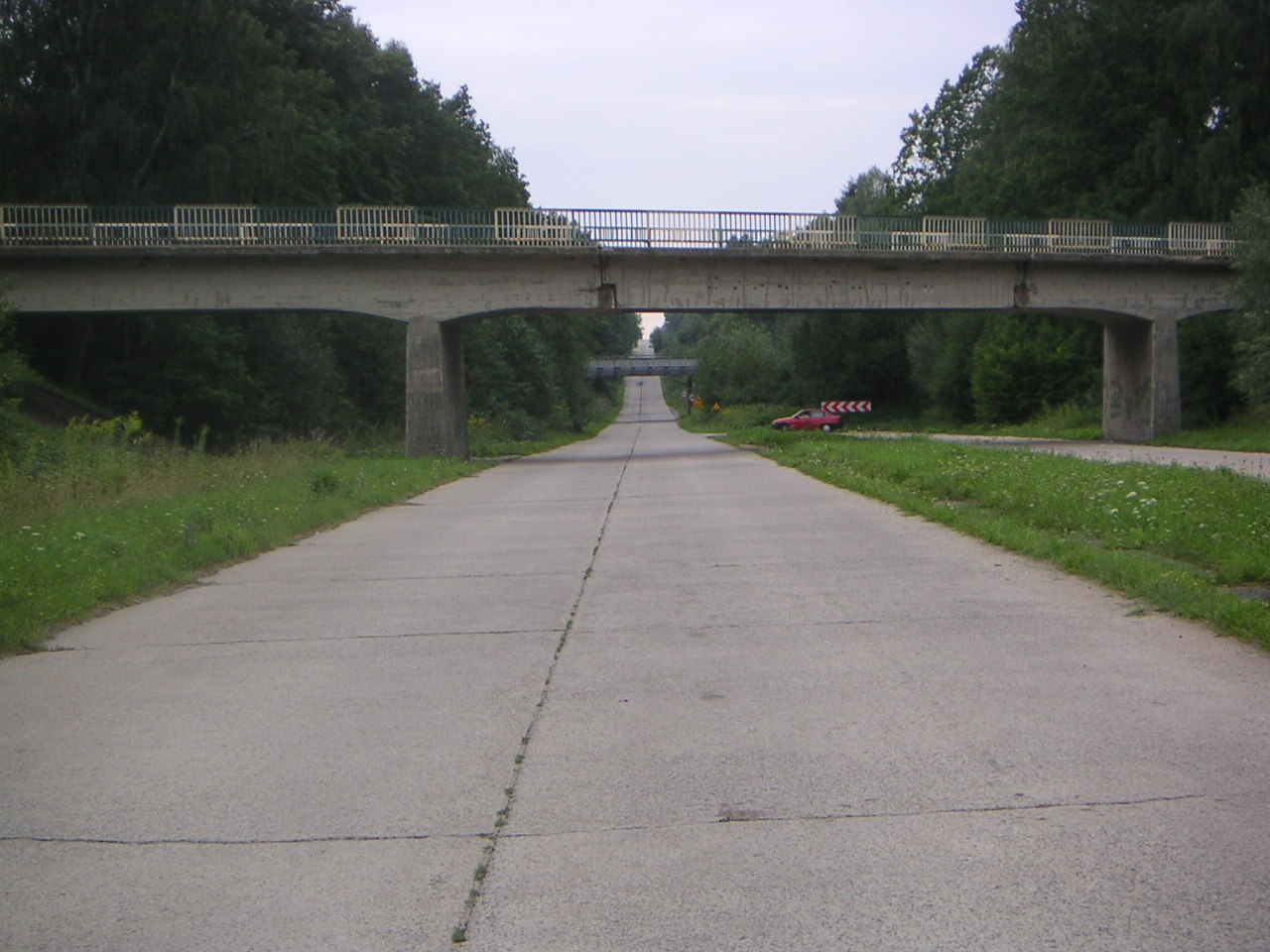
Берлинка в районе Бранёво в 2006 году (состояние до реконструкции)

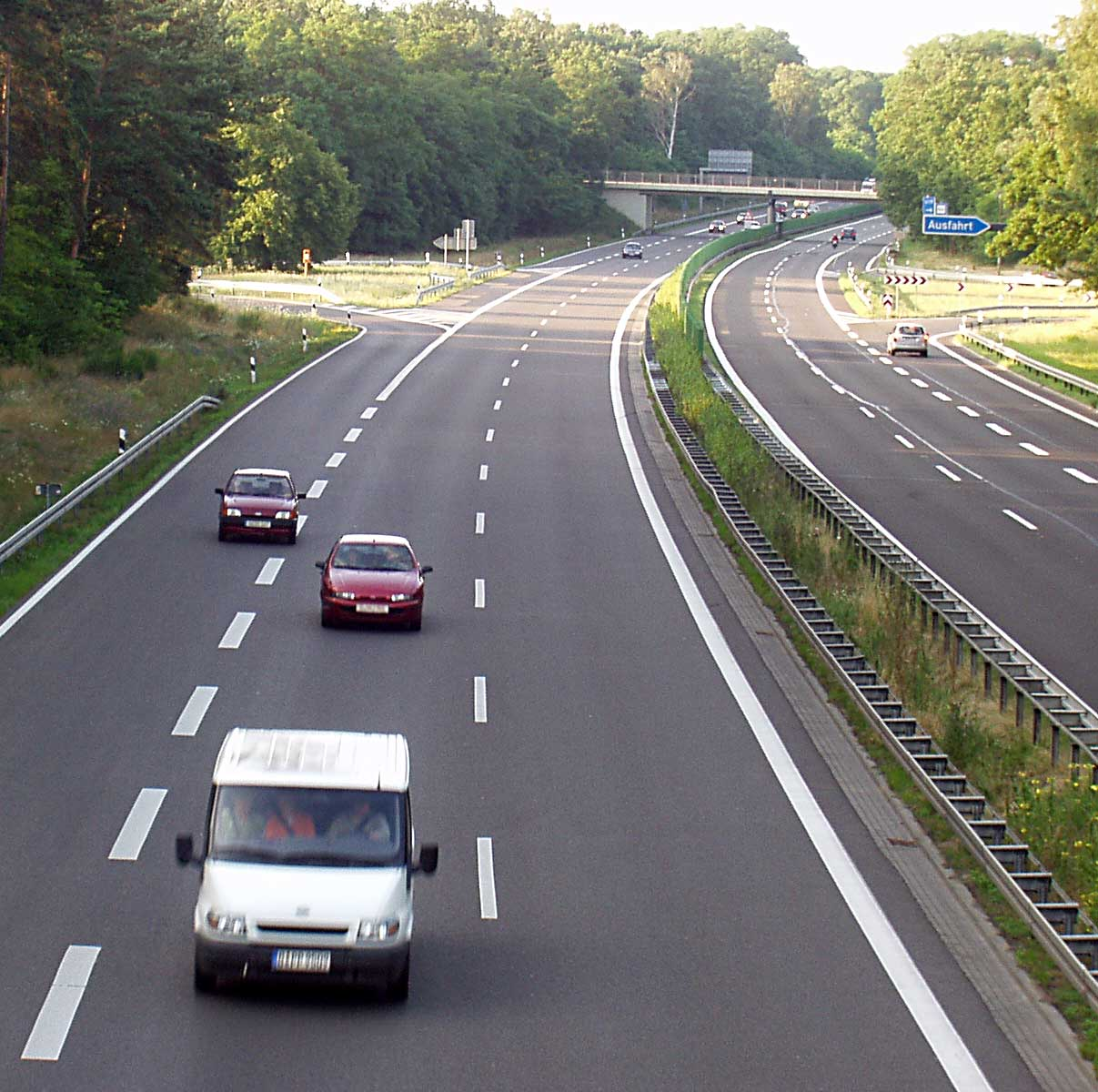
Бундесавтобан 11 в Германии

## История создания
О строительстве автострады было объявлено в конце 1933 года, а работы начались весной следующего года. Для строительства автострад использовались немецкие безработные. Уже 27 сентября 1936 года вступили в эксплуатацию первые 113 км от Stettiner Dreieck (пригород Берлина) до Stettin-Süd (ныне Колбасково). В это же время шли работы и на противоположном конце трассы — от Кёнигсберга до Эльблонга. В 1937 году сдан в эксплуатацию участок Кёнигсберг (ныне Калининград), начинавшийся от Пальмбургского моста, — Elbing-Ost (Эльблонг). Через год автострада продолжилась объездными дорогами вокруг Щецина и Эльблонга.
Берлинка как часть Польского коридора стала поводом для начала Второй мировой войны. После начала войны работы продолжались ещё некоторое время со стороны Берлина.

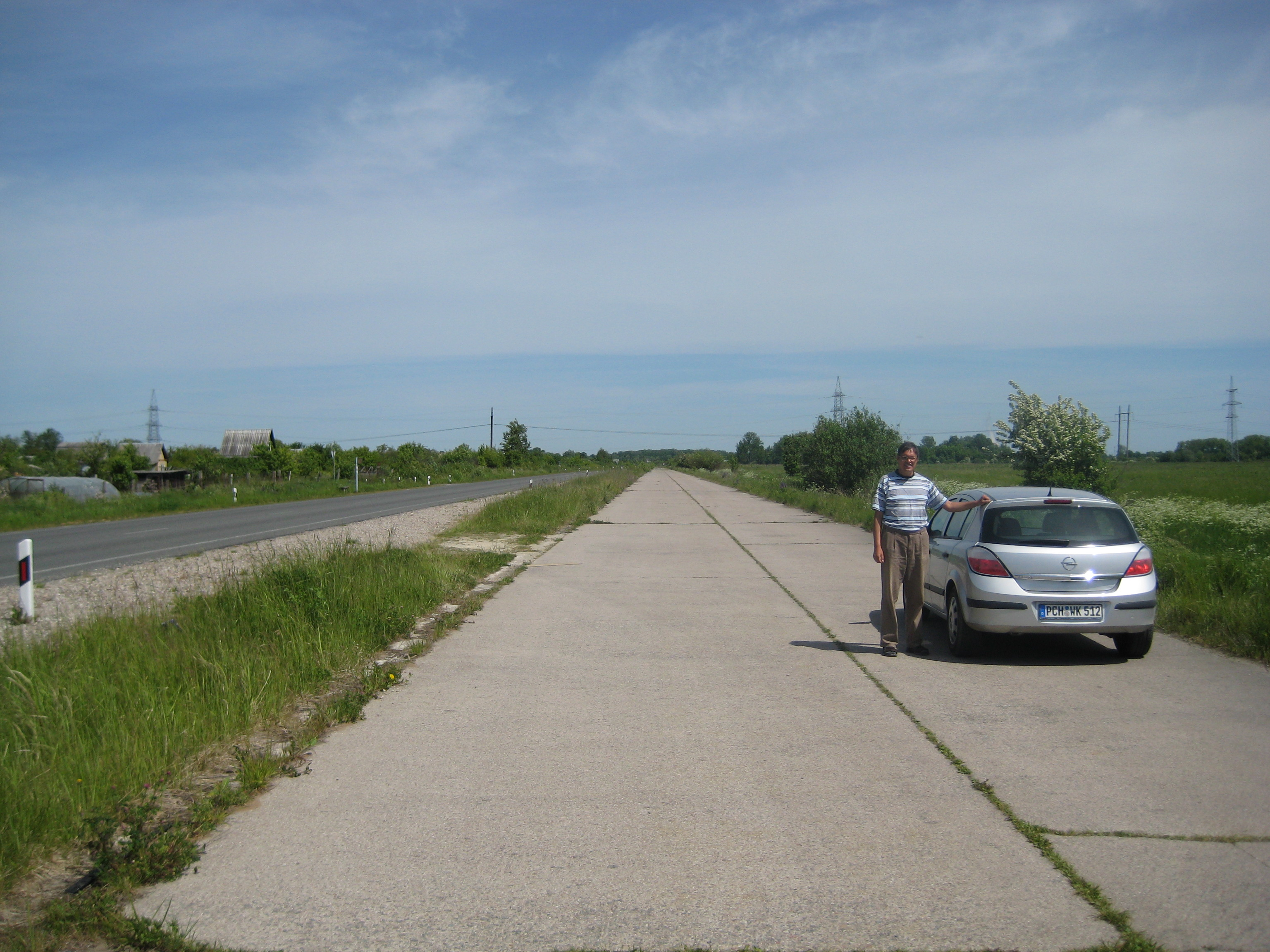
Довоенная бетонная «Берлинка» справа и новая асфальтовая дорога, идущая параллельно, Калининградская область, 2008 год

Автобан остался недостроенным (в пределах нынешней Калининградской области были построены только две бетонные полосы дороги и мосты, хотя была подготовлена территория для заливки ещё двух полос).
Сейчас участки дороги находятся на территории Германии, Польши и Калининградской области Российской Федерации.

## Современные обозначения участков «Берлинки»
- Германия: автострада (Bundesautobahn / бундесавтобан) A11
- Польша: автострада А6, экспрессдорога 6/3, воеводская дорога 142, национальная дорога 22, экспрессдорога 22
- Россия: автомобильная дорога 27 ОП РЗ 27А-003-(РЕ 1А) Калининград-Мамоново II (пос. Новосёлово) — граница Республики Польша

## Российская часть дороги
Российская часть дороги после войны была малоиспользуема, так как она обходит стороной населённые пункты и упирается в государственную границу (пограничный переход отсутствовал до 2010 года). С 1992 года были начаты работы по реконструкции автодороги начиная от ул. Дзержинского, растянувшиеся в связи с нерегулярностью финансирования, до конца 2006 года.
В этот период были завершены работы по демонтажу всех пересекающих трассу ещё немецких путепроводов. С начала трассы до пересечения с автодорогой Ладушкин-Корнево-Донское (25 километр) с правой стороны уширено земляное полотно, на котором устроена дорожная одежда с современным асфальтобетонным покрытием (за исключением моста на км 22+600). При подъезде к мосту на км 22+600, который имеет собственное название — «Чёртов мост», движение переключалось на старый мост, довоенной постройки, разрушенный во время военных действий Второй Мировой войны и восстановленный в 60-х годах прошлого века, а далее, до перекрёстка Корнево-Ладушкин движение осуществляется по правой проезжей части. На участке с км 25+000 до конца автодороги (км 39+500) цементобетонное покрытие было отремонтировано, были переустроены водопропускные трубы.
В 2009 году перед строящимся многосторонним пунктом пропуска через государственную границу Российской Федерации «Мамоново 2» с правой стороны от оси трассы на протяжении 1 километра были построены накопительные (распределительные) 4 полосы на выезд из Калининградской области, а 2 существующих на тот момент цементобетонных полосы — остались на въезд в регион.
В связи с открытием на границе Калининградской области 7 декабря 2010 года погранперехода Мамоново 2 — Гжехотки, с пропускной способностью 4000 автомобилей в сутки, в том числе 150 автобусов, 2600 легковых и 1250 грузовых автомашин, отмечается рост интенсивности автомобильного и грузопассажирского транзитного движения по Берлинке, в связи с чем с середины 2013 года при финансовой поддержке Российской Федерации и Европейского Союза по приграничной программе ведётся строительство нового «Чёртова моста» непосредственно по оси современной дороги.

## Польская часть дороги
В Польше до 2006 года эта дорога также использовалась мало, но после проведения реконструкции, по ней осуществляется сообщение по маршруту Щецин — Гданьск — Эльблонг.

## Немецкая часть дороги
Автобан A11 имеет длину 109,9 километра и ведёт с польской границы до кольцевой автодороги вокруг Берлина.